# Octosílabo
La palabra octosílabo se utiliza para designar en poesía a los versos que constan de ocho sílabas métricas. Es importante hacer la distinción entre sílabas "métricas" (o fonéticas) y sílabas gramaticales, porque en muchas ocasiones el cómputo métrico de las sílabas no coincide con la suma del número de sílabas reales de cada palabra.
Así, por ejemplo, el sexto verso del Romance de Abenámar, «la luna estaba crecida» contiene nueve sílabas gramaticales: la-lu-na-es-ta-ba-cre-ci-da.
Fonéticamente, sin embargo, la última sílaba de "luna" (na) forma sinalefa (unión fonética de dos sílabas átonas contiguas) con la primera de "estaba" (es), de manera que el silabeo queda como:
la-lu-naes-ta-ba-cre-ci-da cumpliendo las ocho sílabas que caracterizan la forma de los versos en los romances.
Sin que sea un hecho científico comprobable, algunos estudiosos doctores proponen que el castellano tiene cierta "querencia" por el ritmo octosilábico, que suena especialmente cercano y se adapta fácilmente al habla y al oído de los hispanohablantes.

## Ejemplos
¡Ay!, cuando los hijos mueren,
rosas tempranas de abril,
de la madre el tierno llanto
vela su eterno dormir.
(De A mi madre, Rosalía de Castro)

Empieza a vivir, y empieza
a morir de punta a punta
levantando la corteza
de su madre con la yunta.
(De El niño yuntero, Miguel Hernández)